# Une Seule Nuit
Une Seule Nuit ("Uma noite apenas"), também conhecido como L'Hymne de la victoire ou Ditanyè, é o hino nacional do Burquina Fasso. Escrito por Thomas Sankara, ex-presidente do país. É o hino oficial do país desde 1984, quando Alto Volta se tornou Burquina Fasso. A música é de autor desconhecido.